# Gutnjulrivier
Gutnjulrivier (Samisch Gutnjuljohka) is een rivier annex beek, die stroomt in de Zweedse gemeente Kiruna. De rivier ontstaat op de noordwestelijke hellingen van de Puollaan en de noordoostelijke hellingen van de Gutnjulberg. De rivier stroomt naar het noordoosten en is circa 11 kilometer lang.
Afwatering: Gutnjulrivier → Könkämärivier → Muonio → Torne → Botnische Golf